# Emmanuel Venet
Pour les articles homonymes, voir Venet.
Emmanuel Venet, né en 1959 à Oullins, est écrivain et psychiatre exerçant à Lyon.

## Biographie
Né en 1959 à Oullins, Emmanuel Venet s'engage dans des études de médecine en 1976, devient interne des hôpitaux en 1983, se spécialise en psychiatrie et soutient une thèse de doctorat intitulée « Approche clinique et métapsychologique de la honte » en 1988.
La particularité de ses écrits et de son attitude professionnelle résident dans la double figure d'écrivain et de psychiatre ; selon ses propres mots « je ne suis jamais l’un sans l’autre. »
Il publie des ouvrages de littérature, nourris notamment de sa réflexion sur la médecine (Précis de médecine imaginaire) ou de son exercice professionnel  (Ferdière, psychiatre d’Antonin Artaud ; Marcher droit, tourner en rond ;  Observations en trois lignes).
Il s'intéresse aux ressorts psychiques et psychopathologiques de la créativité et publie des articles sur Antonin Artaud, Arthur Rimbaud, ou encore Thomas Bernhard.
Il est invité d'honneur de l’Oulipo en 2017.

## Publications

### Ouvrage professionnel
- Manifeste pour une psychiatrie artisanale, Lagrasse, éditions Verdier, 2020  (ISBN 978-2378560621)[6].

### Ouvrages littéraires
- Portrait de fleuve, Paris, éditions Gallimard, coll. « Le chemin », 1991
- Précis de médecine imaginaire, Lagrasse, éditions Verdier, 2005
- Ferdière, psychiatre d’Antonin Artaud, Lagrasse, éditions Verdier, 2006
- Rien, Lagrasse, éditions Verdier, 2013
- Marcher droit, tourner en rond, Lagrasse, éditions Verdier, 2016[7]
- Plaise au tribunal, Lyon, éditions La Fosse aux ours, 2017
- J'aurai tant aimé, Paris, éditions Jean-Claude Lattès, 2018 (ISBN 978-2-7096-5981-9)
- 49 Poèmes carrés dont un triangulaire, Lyon, La Fosse aux ours, 2018
- Observations en trois lignes, Lyon, La Fosse aux ours, 2020[8]
- Virgile s'en fout, Lagrasse, Verdier, 2022
- Schizogrammes, Lyon, La Fosse aux ours, 2022
- La Lumière, l'encre et l'usure du mobilier, Gallimard, janvier 2023
- La Sainte-Recommence (théâtre), éditions AEthalidès, janvier 2023
- Contrefeu, Lagrasse, Verdier, janvier 2024  (ISBN 978-2-37856-191-8)

### Contributions à des ouvrages collectifs
- « La Légende de saint Jean l’hospitalier », in Trente années de psychiatrie lyonnaise, Lyon, éditions CESURA, 1991 p. 495-498
- « La Misère vue d’un service d’urgences psychiatriques », in Les Soins psychiques confrontés aux ruptures du lien social, sous la direction de Marcel Sassolas, Ramouville, éditions Érès, 1997 p. 127-139
- « Darwin parmi nous », in Les Mots du refus, Lyon, coédition Golias et al., 1998 p. 36-45
- « Gaston Ferdière », in Raconter avec Jacques Hochmann, Paris, éditions GREUPP, 2002 p. 287-305.
- « Sans titre », in Bernard Simeone, au terme des mots, Lyon, ENS éditions, 2003 p. 35-39
- « Cher Charles Juliet », in Attentivement Charles Juliet, Lyon, Jacques André Éditeur, 2008, p. 146-150
- « Maison des autres », de Silvio d’Arzo in Collection irraisonnée de préfaces à des livres fétiches, Paris, éditions Intervalles, 2009, p. 175-177
- « La Dame de chœur », in Marc Molk, Ekphrasis, Paris, éditions Label hypothèse & DF, 2011, p. 74-77
- « Quelques réflexions d’ensemble », in De la maladie à la création, sous la direction de Nathalie Dumet, Ramouville, éditions Érès, 2013 p. 87-90
- « Regards de psychiatres sur les mainlevées d’hospitalisation sous contrainte » (avec Anne Parriaud) in Les Soins psychiatriques sans consentement, Paris, éditions LEH, 2017 p. 153-162
- « Henri Michaux, explorateur de lui-même », in La Figure du poète-médecin, Chêne-Bourg (Suisse), éditions Georg, 2018, p. 49-61
- « D’un dilemme », in La Figure du poète-médecin, Chêne-Bourg (Suisse), éditions Georg, 2018, p. 429-434
- « Séance de dédicaces », in L’Écrivain et son lecteur, Paris, éditions Pierre-Guillaume de Roux, 2018, p. 214-217

### Articles

#### Médecine
- « Souvenirs d’hypocondrie », in Libres cahiers pour la psychanalyse, n° 28, automne 2013, p. 21-24[9]
- « L’impossible rencontre entre Artaud et les soins psychiatriques », in Les Temps modernes, n° 687-688, Paris, Gallimard, janvier-avril 2016[10]

#### Littérature
- « Habiter », in La NRF, n° 623, Paris, Gallimard, mars 2017 p. 28-36[11]
- « Rimbaud et son train », in La NRF, n° 631, Paris, Gallimard, juillet 2018, p. 18-30[12]

## Prix
- 2005 : Prix de la parlotte (Précis de médecine imaginaire)
- 2006 : Prix du style (Ferdière, psychiatre d'Antonin Artaud)
- 2006 : Prix Rhône-Alpes de littérature (Précis de médecine imaginaire)[13].
- 2024 : Prix Millepages (Contrefeu)

### Audio, vidéo
- « Majorettes et dinky toys : lecture du 17 mai 2018 / OULIPO, aut. ; Emmanuel Venet, Hervé Le Tellier, Georges Kolebka… [et al.], aut. ; Emmanuel Venet, Hervé Le Tellier, Georges Kolebka… [et al.], lecture », sur Gallica, 2018 (consulté le 10 février 2021).
- Philippe Lefait, « Des mots de minuit. Gila Lustiger et Emmanuel Venet : deux romans du besoin de savoir », sur francetv.info, 15 septembre 2016 (consulté le 27 septembre 2021).